# Politique de tolérance
Aux Pays-Bas, la politique de tolérance (en néerlandais, gedoogbeleid) est une politique qui permet à une administration de ne pas poursuivre un individu pour certaines violations d'une loi. Cette politique peut être appliquée par une incapacité de l'administration, ainsi que par un choix intentionnel, par exemple quand le maintien de la loi concernée n'est pas considéré comme utile.
L'administration peut tolérer activement ou passivement. La tolérance active ou formelle est enregistrée et répertoriée par les fonctionnaires. Quant à la tolérance passive ou tacite, l'administration est consciente d'une violation de la loi, mais ne poursuit pas les contrevenants, sans qu'il y ait une loi écrite.
Aux Pays-Bas, la tolérance active est enregistrée dans l'« ordonnance de tolérance » (gedoogbeschikking).

## Drogues douces
L'exemple principal de la politique de tolérance, est la politique des drogues douces aux Pays-Bas. Formellement, toute personne en possession de plus que cinq grammes de haschisch ou marijuana peut être pénalisée. 
Par contre, la police n'agit pas contre le trafic des drogues douces qui a lieu dans les coffee-shops existants. Ainsi, l'administration essaie de maintenir la séparation entre le trafic des drogues douces et celui des drogues dures, pour que les drogues légères restent hors de la criminalité. La possession d'au maximum cinq plantes dans le jardin n'est généralement pas poursuivi, mais les plantes peuvent être confisquées.

## Gouvernement de tolérance
Depuis octobre 2010, un « gouvernement de tolérance » (gedoogregering) est au pouvoir aux Pays-Bas. Cette doctrine est donc en application, même si les forces de l'ordre néerlandaises en ont parfois fait l'utilisation sans l'aval exécutif.

### Source
- (nl) Cet article est partiellement ou en totalité issu de l’article de Wikipédia en néerlandais intitulé « Gedoogbeleid » (voir la liste des auteurs).